# Shotokan Karateclub Zottegem
Shotokan Karateclub Zottegem (JKA SKCZ) is een karatevereniging uit het Belgische Zottegem.
De club werd opgericht in 1981.  Er wordt karate in de Shotokan-stijl beoefend. De club neemt regelmatig deel aan regionale en nationale kampioenschappen  Ieder seizoen nodigt de club gastlesgevers uit.  De trainingen van de club vinden plaats in de Bevegemse Vijvers.